# Wola Będkowska
Wola Będkowska – wieś w Polsce położona w województwie łódzkim, w powiecie sieradzkim, w gminie Burzenin.
Prywatna wieś szlachecka położona była w drugiej połowie XVI wieku w powiecie sieradzkim województwa sieradzkiego. W latach 1975–1998 miejscowość administracyjnie należała do województwa sieradzkiego.
4 września 1939 żołnierze Wehrmachtu dokonali zbrodni na ludności wsi. Zamordowali 3 mieszkańców a samą wioskę spalili.

## Położenie
Wieś leży w odległości 8 km na północny zachód od Burzenina, zamieszkują ją 252 osoby w 68 gospodarstwach (2002 r.). Na terenie wsi jest 6 kapliczek, OSP założona w 1928 r., sklep i zlewnia mleka.